# Военна история
Военна история e клон на историята, занимаващ се с въоръжените сили и войната, както и с тяхното влияние върху обществата, техните култури, икономики и вътрешна политика и международни отношения.
Професионалните историци обикновено се фокусират върху основните военни конфликти и действията, основно повлияли върху участниците, както и последствията от тях. При военната история специфичен обект на интерес са причините за войната, социалните и културни предпоставки, военната доктрина на всяка страна, логистиката, лидерството и командването, технологиите, стратегията и военната тактика и как те се променят по време на конфликта или след това.